# Fabiánka
Fabiánka (węg. Grulyahegy-tető; 633 m n.p.m.) – wzniesienie w środkowej części Płaskowyżu Silickiego w Krasu Słowacko-Węgierskiego, w południowo-wschodniej Słowacji.

## Położenie
Leży ok. 2,2 km na północny wschód od wsi Silica w powiecie Rożniawa i tyleż samo na północ od granicy państwowej słowacko-węgierskiej. Szczyt jest oznaczony kamiennym znakiem geodezyjnym i stalowym prętem.

## Geologia, geomorfologia
Fabiánka wznosi się ok. 50 m ponad otaczające je tereny. Wzgórze jest łagodnie kopulaste, wyraźnie wydłużone w osi wschód-zachód, stoki słabo rozczłonkowane. Prawie cały Płaskowyż Silicki zbudowany jest z wapieni, podlegających procesowi krasowienia. Kopułę szczytową wzgórza, aż po Jašteričie jazero na pn.-zach. budują natomiast niekrasowiejące, nieprzepuszczalne ilasto-margliste łupki, podobnie jak stoki południowe wzgórza aż po jeziorko w tzw. Fararovej jamie. Z tego powodu całe otoczenie Fabiánki jest bezwodne, jedynie u południowych podnóży, na wysokości ok. 540–550 m n.p.m., początek bierze kilka drobnych, w części okresowych cieków wodnych, które spływając na południe łączą się w jeden potok i wkrótce znikają w ponorze przy Majkowej jaskini, zasilając następnie Sokoli Potok (źródłowy tok rzeki Turňa).

## Przyroda ożywiona
Szczyt i stoki Fabiánki prawie w całości pokrywają łąki kośne i pastwiska dla bydła, do chwili obecnej wykorzystywane gospodarczo. Zwracają uwagę rzadko rozrzucone stare drzewa, wśród nich wiele owocowych – pozostałość po dawnych sadach.
Na stokach, zwłaszcza południowych, wczesną wiosną obficie kwitnie sasanka słowacka. Na zboczach wzgórza i na okolicznych łąkach rosną poza tym m.in. podgatunek kosaćca bezlistnego (Iris aphylla subsp. hungarica), miodunka wąskolistna, podgatunek smagliczki pagórkowej (Alyssum montanum subsp. Brymii), len złocisty i lilia złotogłów.
Awifaunę reprezentują m.in. dzierzba gąsiorek, dudek, krętogłów zwyczajny, pokrzewka jarzębata, skowronek borowy, myszołów zwyczajny i rzadki trzmielojad zwyczajny. Występuje tu także ciepłolubny owad z rodziny pasikonikowatych siodlarka stepowa.

## Ochrona przyrody
Szczytowa kopuła Fabiánki leży poza granicami Parku Narodowego Kras Słowacki, na terenie jego otuliny. Południowe stoki wzgórza oraz jego dalsze otoczenie znajdują się w granicach obszaru „SKUEV3355 Fabiánka”, wytypowanego do słowackiego wykazu obszarów europejskiego znaczenia Natura 2000.
U południowych podnóży Fabiánki, w dolnej części dolinki wspomnianego wyżej potoku (słow. Brezoblatný potok), znajduje się rezerwat przyrody Pod Fabiánkou.

## Turystyka
Na szczyt Fabiánki nie prowadzi żaden znakowany szlak turystyczny. Natomiast jej zachodnimi podnóżami wiodą czerwone  znaki szlaku z Silicy na Jablonovské sedlo, od których dość wyraźna polna droga wyprowadza w okolice szczytu wzniesienia. Roztacza się z niego dookolna panorama. W kierunku południowo-zachodnim można zobaczyć wioskę Silica, na północy maszt przekaźnika RTV na Dziewczęcej Skale, a na prawo od niego Volovské vrchy z widocznym Volovcem. Przy dobrej widoczności dostrzegalna jest Kráľova hoľa w Niżnych Tatrach, również z wysokim masztem na szczycie. Na wschodzie widać charakterystyczny Turniansky hradný vrch z ruinami zamku na szczycie.